# Ministerium für Gesundheit (Türkei)
Das Ministerium für Gesundheit (türkisch Türkiye Cumhuriyeti Sağlık Bakanlığı) ist ein Ministerium der Republik Türkei. Das Ministerium muss, wie es in der Verordnung mit Gesetzeskraft Nr. 663 steht, die physische, soziale und mentale Gesundheit der Bürger der Türkei sicherstellen.

## Aufgaben und Bereiche
Das Ministerium wird von einem Bakan (Minister) geleitet. Er hat einen Stab und vier Stellvertreter, die gleichzeitig Abteilungsleiter sind.

### Emine Alp Meşe
- Generaldirektion für öffentliche Gesundheit
- Generaldirektion für Gesundheitsförderung
- Generaldirektion für die EU und auswärtige Angelegenheiten
- Dienststelle zur Unterstützung des Projektmanagements
- Türkische Arzneimittel- und Medizinproduktebehörde TITCK
- Abteilung der Gesundheitsinstitute

### Muhammet Güven
- Generaldirektion für medizinische Versorgung
- Generaldirektion der staatlichen Krankenhäuser
- Abteilung für Strategieentwicklung

### Şuayip Birinci
- Generaldirektion für dringende medizinische Dienstleistungen
- Generaldirektion für Gesundheitsinformationssysteme
- Generaldirektion für Gesundheit an Grenzen und Küsten

### Halil Eldemir
- Generaldirektion der Gesundheitsinvestitionen